# Beobachtungsturm Häftli
Der Beobachtungsturm Häftli befindet sich im Naturschutzreservat Häftli an der Alten Aare in der Gemeinde Büren an der Aare im Kanton Bern.

## Situation
Der aus Holz erstellte Turm ist 10,5 Meter hoch. 36 Treppenstufen führen zur Aussichtsplattform in 7,5 Meter Höhe.
Von der Plattform aus bietet sich eine Aussicht auf die Vogelwelt der Alten Aare.
Von der Höll aus erreicht man den Aussichtsturm in ca. 5 Minuten.

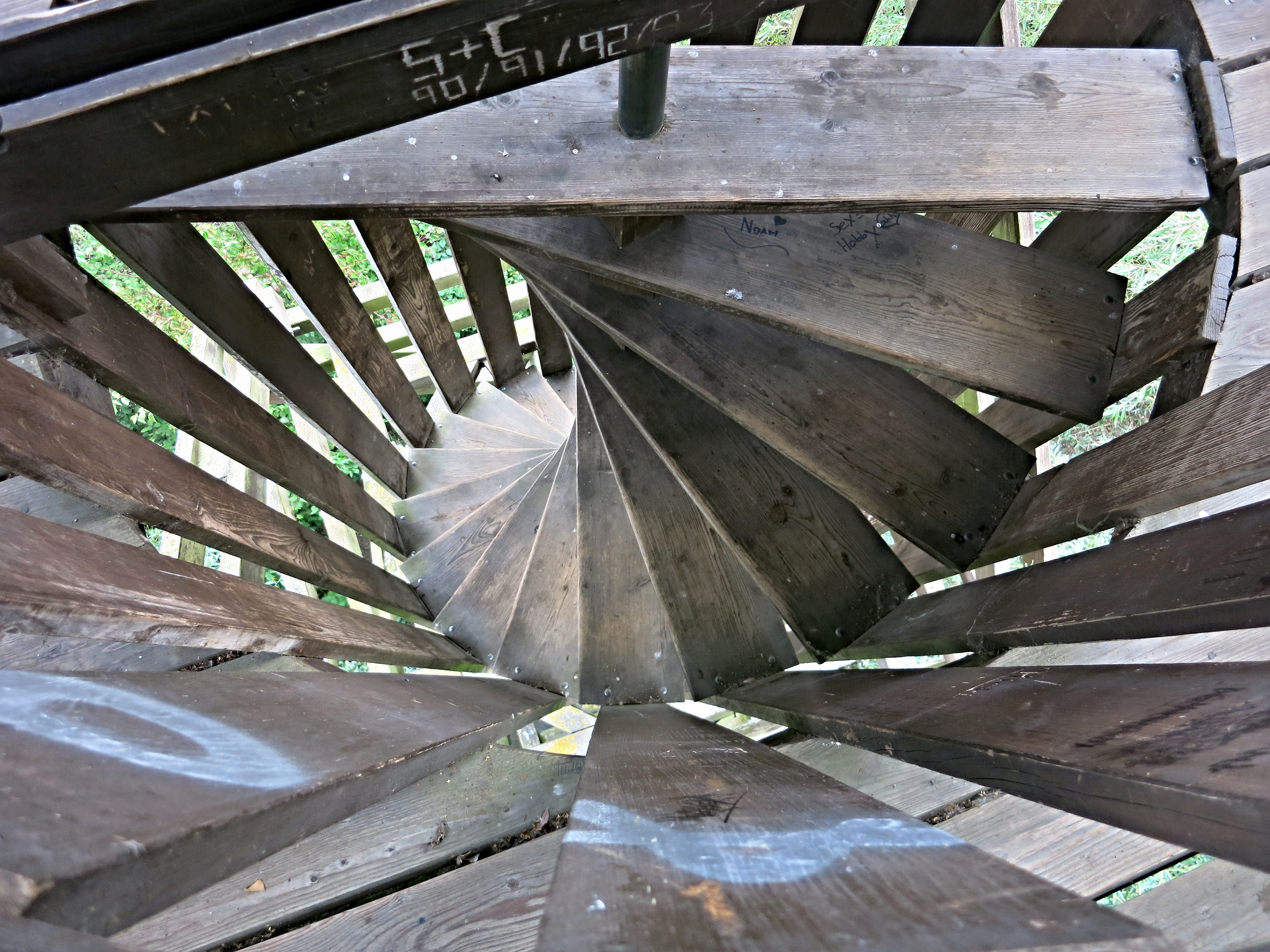
Treppen
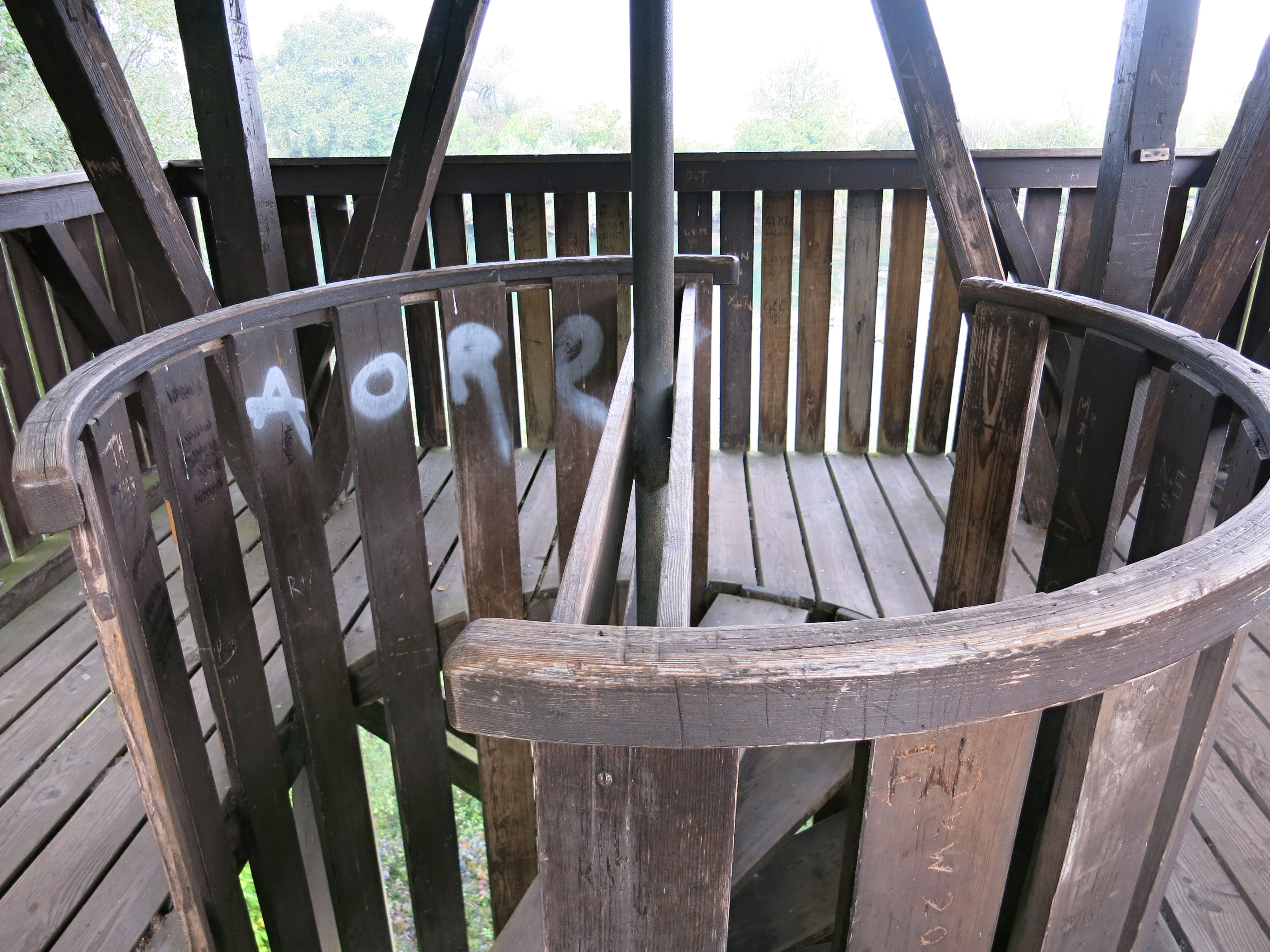
Aussichtsplattform